# 巴尔佩塔罗阿德
巴尔佩塔罗阿德（Barpeta Road），是印度阿萨姆邦Barpeta县的一个城镇。总人口35281（2001年）。

## 人口
该地2001年总人口35281人，其中男性18497人，女性16784人；0—6岁人口3886人，其中男1986人，女1900人；识字率73.67%，其中男性为79.95%，女性为66.74%。